# Osni

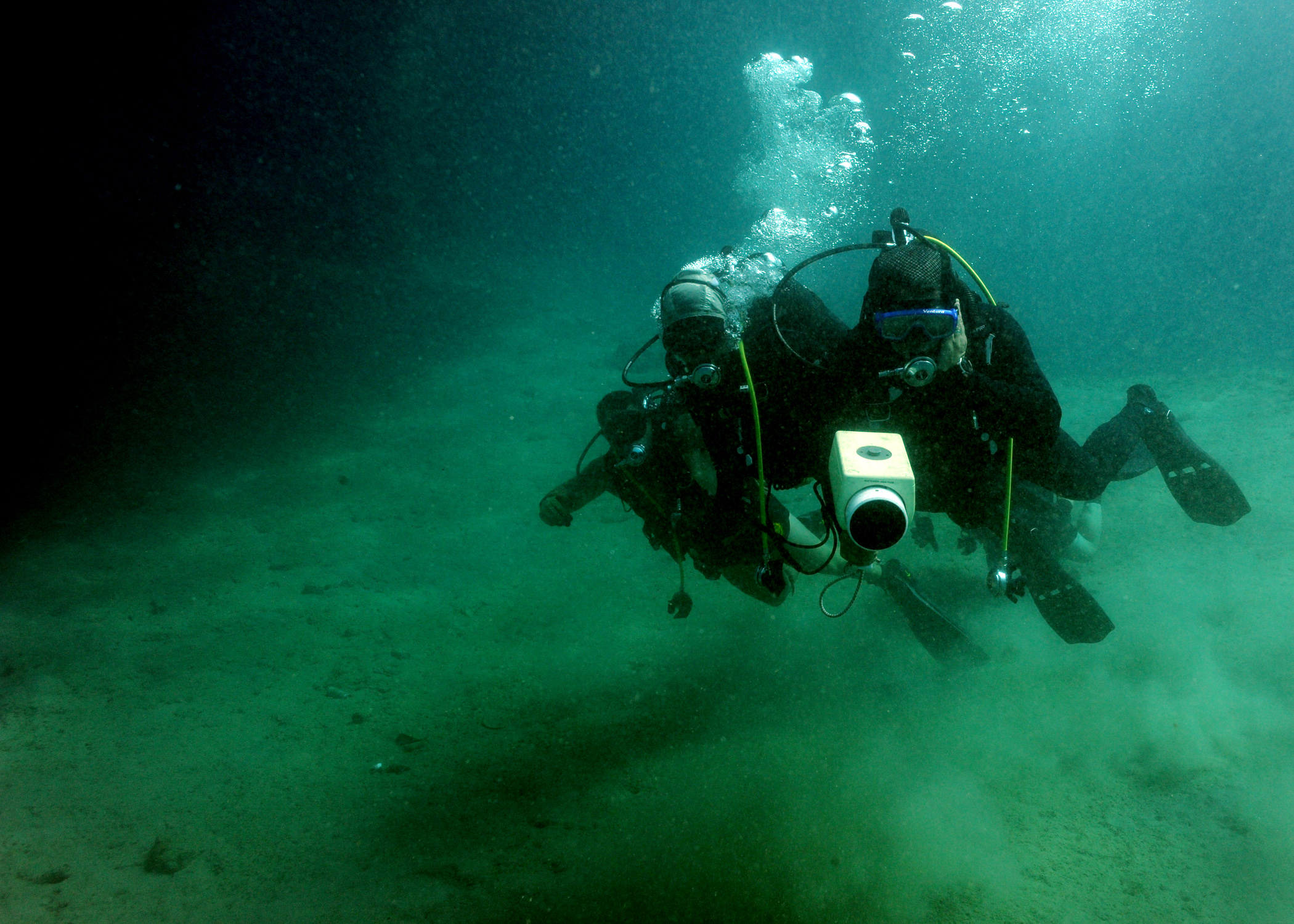
Pese a que se ha cartografiado gran parte del fondo del océano, no se ha encontrado ningún indicio de presencia de osnis. En la imagen, buceadores de la Armada de los Estados Unidos operan un sonar en el mar Rojo.

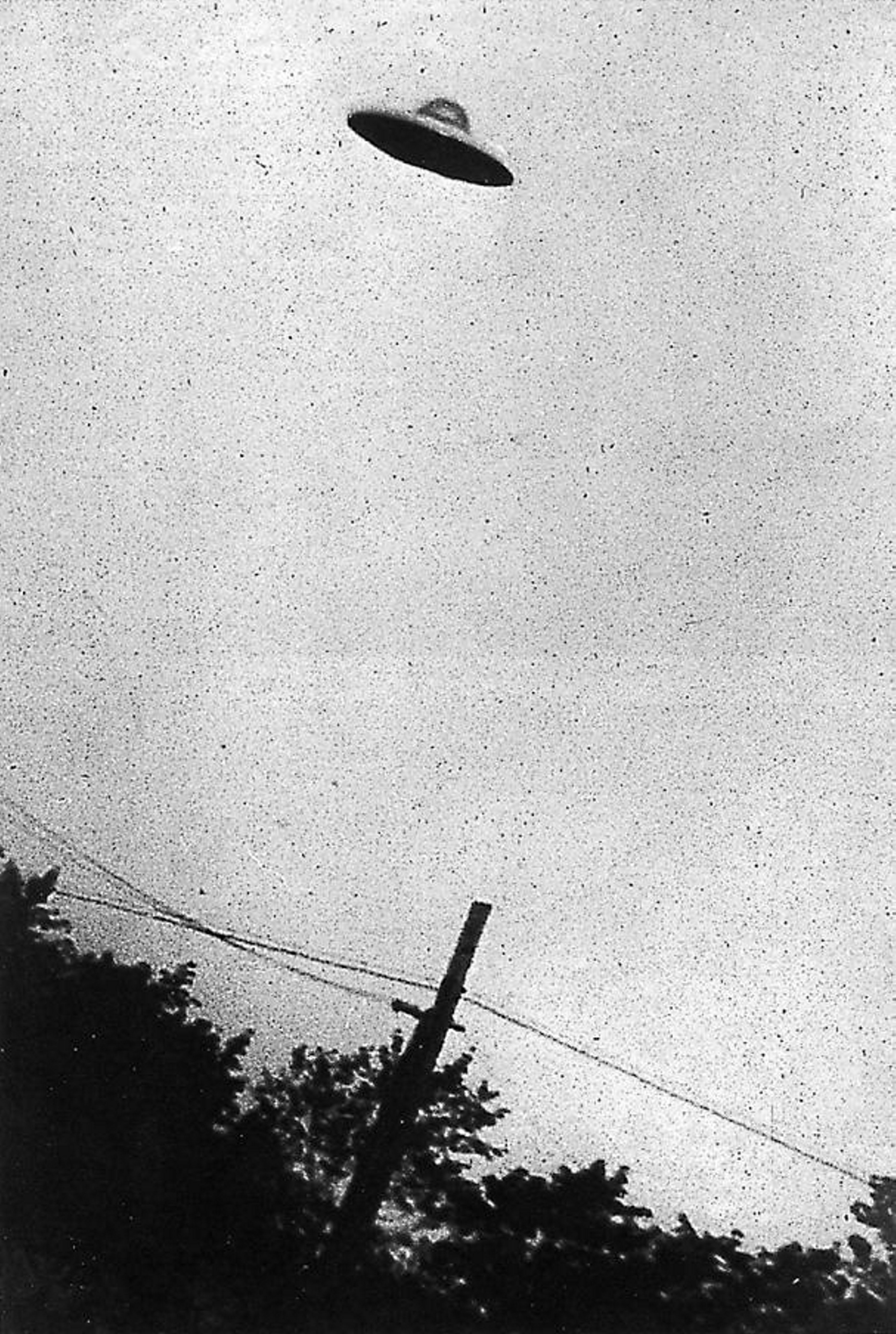

El osni (acrónimo de «objeto sumergible no identificado», del inglés unidentified submerged object, USO; también traducido como «objeto submarino no identificado») se refiere a un supuesto caso de avistamento en el cual un objeto desconocido emerge o se sumerge en el agua. Por su supuesta naturaleza o su posterior evolución en el aire suele asociarse con ovnis (objetos voladores no identificados).
En España, su supuesta existencia se ha relacionado con dos conjeturas formuladas por la madrileña Beatriz Gato-Ribera, según las cuales la Tierra podría estar siendo observada por una civilización más avanzada, que no desea contactar con los seres humanos, pero a pesar de no querer ser detectada ―ocultando sus señales y habitando bajo mares y lagos para pasar desapercibida―, no es tan avanzada como para lograrlo.
Al contrario que los platillos volantes, existen muy pocos indicios físicos de los osnis, como fotografías o imágenes en movimiento, aunque sean lejanas, borrosas y con poco detalle como suele suceder con los objetos voladores no identificados. Tampoco los informes militares sobre posibles detecciones submarinas pueden ser muy precisos, ya que lo impide la naturaleza del medio acuático. Sin embargo y al igual que con los sucesos aéreos, no hay ninguna prueba de su existencia.
Sobre los objetos submarinos no identificados no se han realizado investigaciones como el proyecto Libro Azul (1952), lo que ha influido en la escasez de catalogaciones, taxonomías y publicaciones, especialmente de monografías.

## Descripción

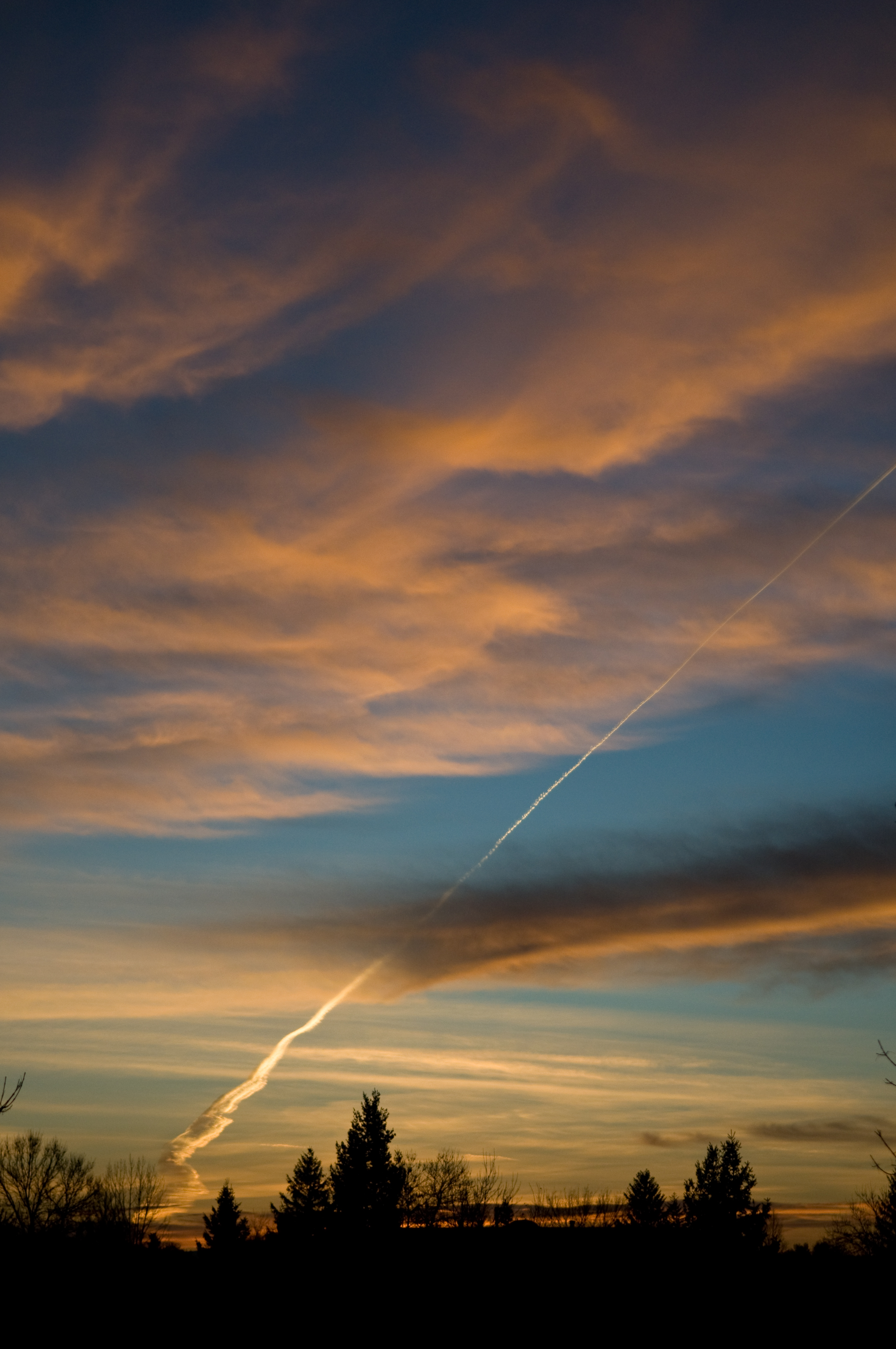
Cualquier fenómeno inexplicado se atribuye a los ovnis. Traza de vapor de un misil en 2008, parecido al ovni de Canarias.

Según la definición estos avistamientos requerirían la existencia previa de un ovni o varios, a quienes se les atribuye un origen extraterrestre mayoritariamente. Esta vinculación también la recoge Francisco Javier Torrent Rodrigo (2010, p. 81) tomando como referencia las palabras de Juan Manuel García Bautista en la publicación El fuego del dragón, quien afirma que la mayor parte de los avistamientos se realizan en zonas costeras. Pero dicha estadística presenta un problema: Ricardo Campo advierte que las estadísticas manejadas por muchos ufólogos no pueden ser tenida por fiables y menos por consensuadas, ya que la ufología de gran tirada no se caracteriza por su rigor. Por tanto, las zonas del planeta o los países donde hay más avistamientos desconocidos varían con cada escritor.
Cabe concluir que cualquier osni sería un ovni que navegaría por el agua, emergido o sumergido, y cuya procedencia no se puede determinar. Como en el caso de la ufología, el término «desconocido» no se refiere a que se ignora la bandera bajo la cual navega, lo desconocido es su propia naturaleza porque no se sabe si se trata de un barco, un sumergible, un submarino, un aparato anfibio... incluso si son animales acuáticos o submarinistas.
Como se ha indicado, existe una tendencia que fija su procedencia fuera de la Tierra, sin embargo autores como Torrent Rodrigo (2010, p. 81) no aclaran de qué planeta, satélite, sistema estelar o galaxia provendrían dichos objetos; por lo tanto, la hipótesis extraterrestre no resuelve la incógnita.
No es fácil encontrar una tipología clara y consensuada sobre las distintas formas de los osnis, como sí sucede con los objetos sin identificar vistos en el cielo. Tampoco se puede indicar con seguridad una silueta predominante, como erróneamente se hace con los platillos volantes, que son producto de un error cometido en 1947 por el periodista Bill Bequette al confundir la forma de volar de los objetos vistos por Kenneth Arnold.
De la misma manera, se ha revelado difícil localizar bibliografía que muestre taxonomías de los posibles "osninautas", es decir, los supuestos tripulantes de los osnis, como sí ocurre en el campo aéreo con los denominados "grises", por ejemplo.

## Carencia de investigaciones oficiales
No se han desarrollado investigaciones en este campo similares al Proyecto Signo (1947) o el Proyecto Libro Azul (1952), porque la existencia de los osnis nunca ha sido tenida por un peligro para la seguridad nacional de ningún país. Aunque los submarinos pueden lanzar un poder destructivo mucho más grande que los aviones (Chant, 2006, p. 7), dicho peligro solo se materializó sobre todo a partir de los años sesenta, hasta entonces cualquier embarcación subacuática solo podía amenazar a otros barcos, no a instalaciones en tierra o a ciudades. Naves con la capacidad de transportar misiles nucleares hasta las costas de los Estados Unidos fueron operativos desde la década de 1960 (Chant, 2006, p. 9), cuando las investigaciones ovni casi habían terminado, con la conclusión de que aquellas visiones no suponían ningún peligro para la seguridad nacional. Por tanto, no se cuenta con una catalogación tan extendida como la realizada por Josef Allen Hynek (1998, p. 86 y siguientes) en tres distintas fases, es decir, primera fase cuando se ve al ovni en tierra o en el cielo, segunda fase cuando deja signos y tercera fase si se distingue a un tripulante. Ni tampoco en encuentros cercanos y encuentros lejanos dependiendo de si son a más de 150 metros o a menos.
La posibilidad de utilizar una catalogación similar para los osnis se descarta por ser el agua un elemento muy diferente al aire, donde la visión a 150 metros es muy difícil o imposible (Ávila, 1991), ya sea en horizontal o en vertical. De la misma manera, cualquier medio el líquido elemento disuelve y esparce con rapidez la mayoría de los residuos, por lo que la toma de restos resulta también muy difícil, en el mejor de los casos. Por último, la luz y las ondas de radio en el agua sirven de poco o de nada para detectar objetos (Chant, 2006, p. 154).

## Origen
Según Torrent Rodrigo (2010, p. 81) la existencia de osnis se basa en la posibilidad de que la civilización humana esté inmersa dentro de otra civilización galáctica mucho más grande. Esta conjetura la publicó la madrileña Beatriz Gato-Ribera en 2003 y solo es posible, según su autora, si se cumplieran previamente el llamado principio subantrópico, y también la conjetura de la indetectabilidad.
Según la madrileña Beatriz Gato-Ribera, si dichos supuestos fuesen ciertos y convergieran, la civilización humana formaría parte sin saberlo de otra civilización más grande y más evolucionada, de igual forma que los gorilas de montaña están inmersos en la civilización humana sin percibirlo. La doctora plantea en su artículo la cuestión de si los gorilas viven conscientes de poblar una reserva natural creada por una civilización más avanzada que la suya. Concluye que no.
Asimismo, la madrileña Beatriz Gato-Ribera se formula la pregunta de ¿Por qué la civilización o civilizaciones más avanzadas y cercanas a la Tierra no han contactado con los seres humanos? A lo que se responde a sí misma con dos nuevos interrogantes: "¿Enviaría algún país de este planeta una delegación oficial al territorio del gorila de montaña para presentarse abierta y oficialmente a las “autoridades” de los gorilas? ¿Se estrecharían la mano, llegarían a acuerdos e intercambiarían firmas con los machos dominantes?" nuevamente su conclusión es negativa por la misma razón, que los humanos no tratan de contactar con los simios para explicarles cuestiones como las ondas hertzianas.
Asumiendo el deseo de las otras civilizaciones de no contactar con la terrestre quedaría por resolver una incógnita más: ¿Por qué motivo no pueden detectarse señales luminosas o de radio causadas por dicha o dichas civilizaciones?
Esta pregunta es respondida por la llamada «conjetura de la indetectabilidad», también formulada por la madrileña Beatriz Gato-Ribera. Dicha conjetura sostiene que las civilizaciones tienden a camuflar o silenciar su presencia por motivos de seguridad, por ello la doctora madrileña presagia un escaso éxito a proyectos como el SETI, incluso teniendo relativamente cerca miembros de dicha civilización o civilizaciones.
Partiendo de los dos supuestos antes indicados, autores como Torrent Rodrigo (2010, p. 81) postulan que bajo el mar podrían estar explicaciones como la de los ovnis, "hasta el momento buscada en estrellas lejanas", dicha búsqueda se refiere al pequeño porcentaje de casos no aclarados.
Así pues la cadena argumental sería la siguiente: según la madrileña Beatriz Gato-Ribera la Tierra podría estar inmersa en una o varias civilizaciones galácticas que no desean contactar con la humana y no es posible detectarla por haber enmascarado sus señales. A partir de dichos supuestos autores como Torrent Rodrigo indican que dicha civilización habría llegado al planeta, habría decidido establecerse y habita en lagos y océanos para no ser detectada, siendo los avistamientos inexplicados los únicos indicios de dicha civilización.
A estas explicaciones o conjeturas se opone la recogida en el Informe Condon, publicado en los años setenta. Dicha investigación concluía que «tras los ovnis no se haya ningún fenómeno de la naturaleza desconocido para el ser humano» y que investigaciones sobre dichos avistamientos no supondrían ningún beneficio para disciplinas como la física o la ingeniería, aunque sí para ciencias sociales como la psicología o la sociología.

## La ausencia de indicios
Si en el tema ovni se presentan fotos, grabaciones, filmaciones y otros indicios, que no pruebas, en el tema OSNI la inmensa mayoría de los datos se restringen a declaraciones, pese a referencias sobre detecciones por otros medios. Así en un supuesto avistamiento de un objeto submarino no identificado en la Patagonia argentina, los autores afirman que aquel OSNI fue detectado por sonares pertenecientes a la armada del país andino e incluso requirió el empleo de armamento defensivo, pero no hay pruebas más allá de la narración y no se aclara qué tipo de armamento se utilizó (Heylen, Sánchez y González, 2008, p. 162 y 163). La falta de detalles en relatos como este se ajusta a lo expresado por Carl Sagan (1996) cuando fue asesor de trabajos como el Proyecto Libro Azul, según el astrónomo miembro del comité asesor de la USAF los casos interesantes no son verificables y los casos verificables no son interesantes.
El tener relatos como fuente principal es una limitación y un riesgo. Como en cualquier otro ambiente, la información aportada por los testigos debe ser confirmada por otros medios, no debe olvidarse que las personas son falibles y la memoria humana es reconstructiva, no fidedigna. Por lo tanto, no existen los testigos perfectos ni los testimonios 100% creíbles.
Sin embargo, «la luz, la radio y el radar penetran mal en el agua o no penetran en absoluto», el sentido más útil para detectar naves sumergidas en ese ambiente resulta el sonido, pese a los esfuerzos por desarrollar otros sistemas como DAM basado en anomalías magnéticas (Chant, 2006, p. 154). Por suerte o por desgracia, el sonido presenta limitaciones que no sufren radares o identificaciones visuales. Por ejemplo, utilizando frecuencias de más alcance se pierde precisión; se utiliza otra frecuencia para lograr más exactitud el alcance se reduce. Otra gran limitación de los sonares estriba en la dificultad de distinguir un sonido de un eco producido por el fondo marino, un banco de peces o mamíferos acuáticos (Chant, 2006, p. 156), dicho eco pueden dar la falsa idea de que lo escuchado viaja más rápido de lo que realmente lo hace. También el sonar se ve afectado por la salinidad del agua o su temperatura, mucho más que los radares ven sus ondas distorsionadas por las variaciones atmosféricas en forma de nubes, lluvia o frentes nubosos. Así pues, puede constituir un error equiparar los ecos de sonar a las detecciones de los radares y darlas una fiabilidad similar.

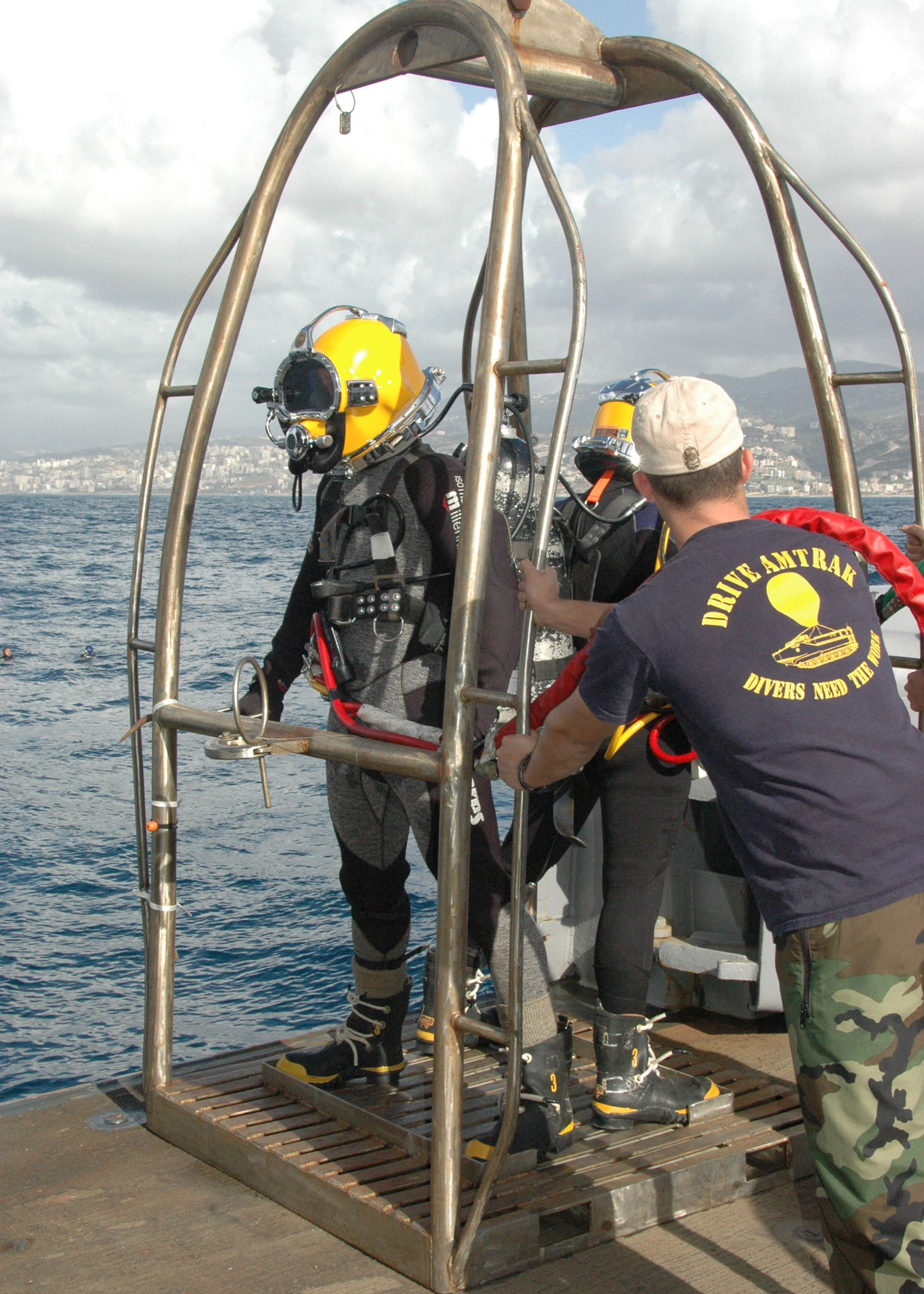
Buceadores de la Armada estadounidense en el Mediterráneo. Equipos como estos pueden llevar a error sobre la naturaleza de sus portadores, como sucedió en el Caso Conil.

Por las razones indicadas antes, entre otras, las supuestas persecuciones y mediciones de velocidad deben ser tomadas con prudencia e incluso con escepticismo, pese a los progresos en los ordenadores y programas informáticos que analizan las señales (Chant, 2006, p. 156). Sería el caso acaecido en 1963, donde un submarino de la IV Flota estadounidense supuestamente detectó y trató de perseguir a un objeto que viajaba a 150 nudos en inmersión cerca de la costa de Puerto Rico (Publicaciones Importantes, 1970, p. 158 y siguientes).
En algunas ocasiones sí se presentan imágenes, como el Ovni Gallego, un trabajo de promoción publicitaria aprovechando la repercusión de los temas misteriosos, o el Ovni de Canarias de 1976, un objeto muy brillante que salió del mar y ascendió por el cielo, resultando ser un misil estadounidense.
Una de las excepciones a esta falta total de vestigios pueden constituirlo el llamado Caso Conil. En la localidad gaditana de Conil de la Frontera en agosto de 1988 dos parejas vieron un par de grupos luminosos verdes y rojos sobre la superficie del mar. Posteriormente contemplaron a dos humanoides con la cabeza en forma de pera y de color negro salir del agua para desplazarse por la playa como levitando. Acto seguido se tumbaron en la arena y, según Juan José Benítez, uno le pasó al otro una bola luminosa del tamaño de una pelota de ping pong y sufrieron una metamorfosis que los convirtió en un hombre y una mujer humanos. Seguidamente ambos caminaron hasta el pueblo para mezclarse con la gente. En este caso, se pudieron ver huellas en la playa con forma de grandes pies, los cuales debían haber soportado un peso considerable por lo profundo de las mismas. Asimismo, Benítez asegura que confirmaron el suceso agentes de la Guardia Civil, testigos de mayor credibilidad para él.
Este mismo caso constituye un ejemplo de doble interpretación. Ufólogos como Ángel Carretero indican que las descripciones dadas de las luces y los osninautas coinciden respectivamente con las luces marítimas de muchos barcos y con equipos de buceo dotados de casco para trabajos submarinos. Respecto a las declaraciones de levitación Carretero indica que pueden tener su origen en las características de playas como la de Conil, donde se puede ver a los transeúntes caminar sin distinguirles las piernas, desde determinadas posiciones, lo que puede dar pie a pensar que levitan, cuando solo es una ilusión óptica reforzada quizá por el asombro de lo contemplado.
Respecto a las huellas encontradas debe puntualizarse que los equipos de submarinismo siempre han sido pesados, de ahí lo profundo de las mismas, dicho peso puede incrementarse todavía más si los submarinistas caminaban portando el lastre que les permite sumergirse con trajes de gran flotabilidad positiva (Ávila, 1991).

## Osnis en la cultura popular
James Cameron dirigió en 1989 The abyss. Dicha cinta comienza con un suceso similar al acecido supuestamente cerca de Puerto Rico entre un submarino y un OSNI, de hecho en la ficción los hechos también se desarrollan en esas aguas. Sin embargo, en toda la película no se menciona el acrónimo OSNI, sino INT (inteligencia no terrestre), para referirse a los objetos blandos y suaves que protagonizan buena parte del metraje, a los cuales se les atribuyen capacidades impensables para ingenios humanos, como navegar sumergidos a 120 nudos.